# 東邦警備保障
東邦警備保障株式会社（とうほうけいびほしょう）は、東京都にある警備保障会社。織田英夫が創業し、織田英夫が健康上の理由で社長職を退いた後は、創業者の実子である織田ゆり子が社長に就任する。2007年5月に若林隆が社長に就任し、現在に至っている。主に1号業務では東京国際空港内での各種警備業務や恵比寿ガーデンプレイス等の施設警備業務、2号業務では各種駐車場警備や催事警備を行う。

## 社訓・スローガン
- スローガン

'「改善風土」

## 空港施設警備
東邦警備保障は、東京国際空港の第一ターミナルビル建設時から2号業務で空港施設警備業務を開始する。
第一ターミナルビル完成後は東京国際空港内に、「東京空港事業所」を設置しターミナル施設内の一部の施設常駐警備を請負、現在は第一ターミナルビル内の広範に亘る施設警備業務を実施している。ターミナルビルの警備以外にも空港内の各種施設建設に当たっては、その建設現場の警備を受注している。これは、空港内の制限区域に入場する際に必要な制限区域立入承認証の取得者が多数在籍している為である。東邦警備保障はこの利点を生かし積極的に空港内の警備役務を受注している。国土交通省東京航空局からの制限区域内警備（ランプパトロール）を受注、実施していたが現在は行っていない。

## 空港ロビー警備
羽田空港の第一ターミナルビルでのロビー警備業務が東邦警備保障の警備員をよく見ることができる。2007年以前にはターミナルで緑の制服で目立っていたが現在は、濃紺の警備業界ではよく見かける一般的なスタイルとなった。以前の緑の制服は（株）空港ビルディング等からは、東邦警備が採用された当初から注文があり「空ビル側の防災センター警備担当職員との統一性という面や空港の空のイメージと言う観点からも緑でなくブルー系の濃紺で警備業務を行ってほしい」と打診があったようだ。何年もの間、緑で押し通したのは、創業者の織田のこだわり、もしくは経営上の理由かは定かでない。羽田空港、特にターミナル派遣隊については東邦警備保障の社内で厳しく選抜し特に優れた人材を集め、警備業務を行っている。構成は、社員と準社員の混成チームで組織され社員には、元警察官や元自衛官等、テロ対策セキュリティーに精通した経験を持つ物もおり、また準社員は東京大学卒等の高学歴の者や元航空会社社員、元空港関係企業の社員、元医療従事者等の専門知識を持った人材をあてがっている。（過去のデーターより）またその業務範囲は広範に亘り、第一ターミナルビルの防災センターに於ける監視業務の約半分とターミナルビルの純然な施設警備業務を行う。
一般の施設の警備業務と空港施設であるターミナルビル特有の警備が高度に入り混じる非常に難しい物件であるが、第一ターミナルビルの供用開始時から培った安定した業務実施は高く評価されている。

かつては国際線ターミナルビルのロビー警備も実施していたが、運航本数が少なく利用客も限られていた為、国内線ロビー警備の副次的な意味で行っていた。
現在は暫定国際線ターミナルビルのロビー警備は専任の警備隊が組織され東邦警備保障が行っている。

## 駐車場施設管理
近年は駐車場施設管理業務を積極的に受注している。駐車場利用車の誘導や、駐車場全体の警備を行う。恵比寿ガーデンプレイスや日本赤十字社医療センター（渋谷）、タイムズ各駐車場等。

## その他の事業
一般労働者派遣事業
放置車両確認事務

## 地域社会への貢献
本社のある東京都目黒区へ防犯ブザー・絵本等を寄贈している。
目黒警備業防犯協力会の会長、幹事を歴任している。